# Lavandulol
Le lavandulol est le nom courant du composé organique (±)-2-isopropényl-5-méthyl-4-hexèn-1-ol. Il s'agit d'un alcool monoterpénique (monoterpénol). On le trouve en quantité appréciable dans la lavande -d'où son nom- et dont on tire notamment l'huile essentielle de lavande. Il est à noter que lors de la distillation permettant d'extraire l'huile essentielle, l'hydrosolubilité du lavandulol le fait passer en quasi-totalité dans l'hydrolat, ce qui le rend par là-même pratiquement absent de l'huile essentielle. (Pierre Franchomme, L'aromathérapie exactement, 2001, p.136).
C'est un composé chiral, on distingue le (L)-lavandulol (qui a une saveur très faible) du (R)-lavandulol (qui a une légère odeur florale avec une nuance citronnée). Les deux énantiomères ont une place importante dans l'industrie des parfums.